# Edirne (tỉnh)
Edirne là tỉnh cực tây của Thổ Nhĩ Kỳ, nằm ở Đông Thracia dọc theo biên giới với vùng Đông Makedonías-Thrace của Hy Lạp và Haskovo của Bulgaria.
Tỉnh này được đặt tên theo tỉnh lỵ Edirne (sau thời hoàng đế La Mã cổ đại Hadrianus có tên là Adrianòpolis).

## Các huyện
Tỉnh này được chia thành các huyện sau (tỉnh lỵ được viết đậm):
- Edirne
- Enez
- Havsa
- İpsala
- Keşan
- Lalapaşa
- Meriç
- Süloğlu
- Uzunköprü